# Ptychogena crocea
Ptychogena crocea is een hydroïdpoliep uit de familie Laodiceidae. De poliep komt uit het geslacht Ptychogena. Ptychogena crocea werd in 1925 voor het eerst wetenschappelijk beschreven door Kramp & Damas. 